# 藤田健次
藤田 健次（ふじた けんじ 1939年-）は、青森県鶴田町出身の版画家、漫画家、エッセイスト。現代童画会会員。青森県八戸市在住。
公務員生活の合間をぬって版画家、漫画家、エッセイストとして作品を制作する。著書「看護婦のオヤジがんばる」シリーズは同名映画化され、昭和55年度文化庁優秀映画賞受賞。

## 略歴
1939年、青森県鶴田町生まれ。1958年、青森県立五所川原高等学校卒業。青森民友の新聞記者を経て公共職業安定所に勤務。
1999年、八戸公共職業安定所所長を最後に公務員生活を終了。
この間に版画家、漫画家、エッセイストとして活躍し、また1974年、朝日新聞に投書し、看護婦の労働条件の向上をめざして「看護婦のオヤジの会」提唱。著書「看護婦のオヤジがんばる」シリーズは俳優の前田吟を主人公に同名映画化され、昭和55年度文化庁優秀映画賞を受賞する。
現在は八戸市に在住し、不定期で版画制作や展覧会などを行っている。

## 著作
- 絵本モッコ
- 絵本八の太郎
- 絵本津軽のわらべうた
- 絵本南部のわらべうた
- うたえほん夕焼け空（青森県文芸協会）
- 看護婦のオヤジがんばるシリーズ（あゆみ出版）

## 受賞歴
- 青森県芸術文化奨励賞
- 住友版画画廊第二回版画ハガキコンクール優秀賞
- 八戸市文化奨励賞
- 第一回子ども世界童画賞
- 出版美術学研賞
- 信金全国カレンダーコンクール最優秀賞
- 鶴田町功労褒章

## 現在の活動
2012年10月に、八戸市デザインポータル"はっち"にて版画展を開催。
現在はっちにてカレンダーが常設展示されている。
また八戸市の著名人として新聞やyoutubeなどでインタビューを受けている。
- 版画家　藤田健次の世界「第二章・懐郷」　はっちブログ　2012年10月3日
- 八戸舞台の作品ずらり/藤田さん版画展　デーリー東北新聞社　2012年09月30日
- おらほの地域自慢「版画家・藤田健次さん　その２」　youtube
- 藤田健次のカレンダー常設展示